# Alberto Jiménez-Becerril
Alberto Jiménez-Becerril Barrio (Sevilla, 12 de agosto de 1960-ibídem, 30 de enero de 1998) fue un político español del Partido Popular asesinado por la organización terrorista Euskadi Ta Askatasuna (ETA) en 1998.

## Biografía
Alberto Jiménez-Becerril Barrio y su esposa Ascensión García Ortiz fueron asesinados por ETA en Sevilla el día 30 de enero de 1998. Alberto, licenciado en Derecho y en Historia, conoció a su futura mujer Ascensión en la facultad, donde comenzaron su relación. Alberto fue nombrado Secretario General del Partido Popular de Sevilla en 1983 y concejal en Sevilla desde 1987. También fue diputado del Parlamento de Andalucía, entre 1989 y 1990, y había pertenecido a la directiva del Sevilla Club de Fútbol. Tenía 37 años. Su esposa Ascensión trabajaba en un despacho de abogados como procuradora de los tribunales. En el momento del asesinato tenía 37 años y tres hijos, de cuatro, siete y ocho años, fruto de su matrimonio con Alberto.

### Asesinato
Alberto Jiménez-Becerril era concejal del ayuntamiento de Sevilla desde hacía doce años, elegido en las listas del Partido Popular, que en esos momentos ostentaba la alcaldía en la persona de Soledad Becerril. Desempeñaba los cargos de segundo teniente de alcalde y delegado municipal de Hacienda.
El 30 de enero de 1998 Jiménez-Becerril y su mujer, Ascensión García Ortiz, procuradora de los juzgados de Sevilla, fueron asesinados por un miembro de ETA en una calle del casco histórico de Sevilla cuando regresaban a su domicilio en torno a la una de la madrugada. En el momento de su muerte tenía 37 años y tenían tres hijos de cuatro, siete y ocho años.
Su asesinato causó gran consternación en la ciudad y por su capilla ardiente pasaron unas 45 000 personas. Los funerales fueron presididos por la infanta Elena y su esposo, el duque de Lugo. Está enterrado junto a su mujer en una sepultura doble de tierra, en la C/ San Rufino del Cementerio de San Fernando de Sevilla.

### Fundación Jiménez Becerril
Para perpetuar la memoria de las víctimas, el ayuntamiento de Sevilla promovió la creación de la Fundación contra el Terrorismo y la Violencia Alberto Jiménez-Becerril, la cual se constituyó el 17 de diciembre de 1999.
El 11 de marzo de 2014, Día Europeo de las Víctimas del Terrorismo, la fundación colocó una placa contra el terrorismo en un arriate de la Plaza de la Encarnación con la frase de Gandhi que dice: "No hay camino para la paz, la paz es el camino". En ese mismo sitio se plantó un olivo. El 28 de diciembre de 2015 colocaron otra placa en uno de los maceteros de una plaza en el cruce de la calle José Laguillo con la calle Arroyo con unos versos sobre la paz y la libertad del poeta Enrique Barrero.

### Otros reconocimientos
La prolongación de la Calle Torneo de Sevilla recibió el nombre de Avenida del concejal Alberto Jiménez-Becerril. Una perpendicular a esta fue nombrada Calle Procuradora Ascensión García Ortiz .
En el lugar donde se produjo el asesinato fue colocada una placa pétrea el 30 de mayo de 1998 en recuerdo del suceso que reza lo siguiente: 
En este lugar, el día 30 de enero de 1998, murieron en atentado terrorista, el teniente de alcalde del Ayuntamiento de Sevilla D. Alberto Jiménez-Becerril Barrio y su esposa Dª. Ascensión García Ortiz. La corporación municipal, que tanto dolor ha sentido, desea que la ciudad guarde en la memoria el recuerdo de estos dos sevillanos, ejemplares servidores y buenos vecinos, y que la paz y la no violencia vivan en nuestro pueblo.
En la entrada principal del Salón Colón del ayuntamiento hay dos bustos de bronce de Alberto y Ascensión y cuentan con un azulejo en su memoria en la calle San Jacinto de Triana.
En 1998 Alberto y Ascensión recibieron la Medalla de Andalucía a título póstumo.

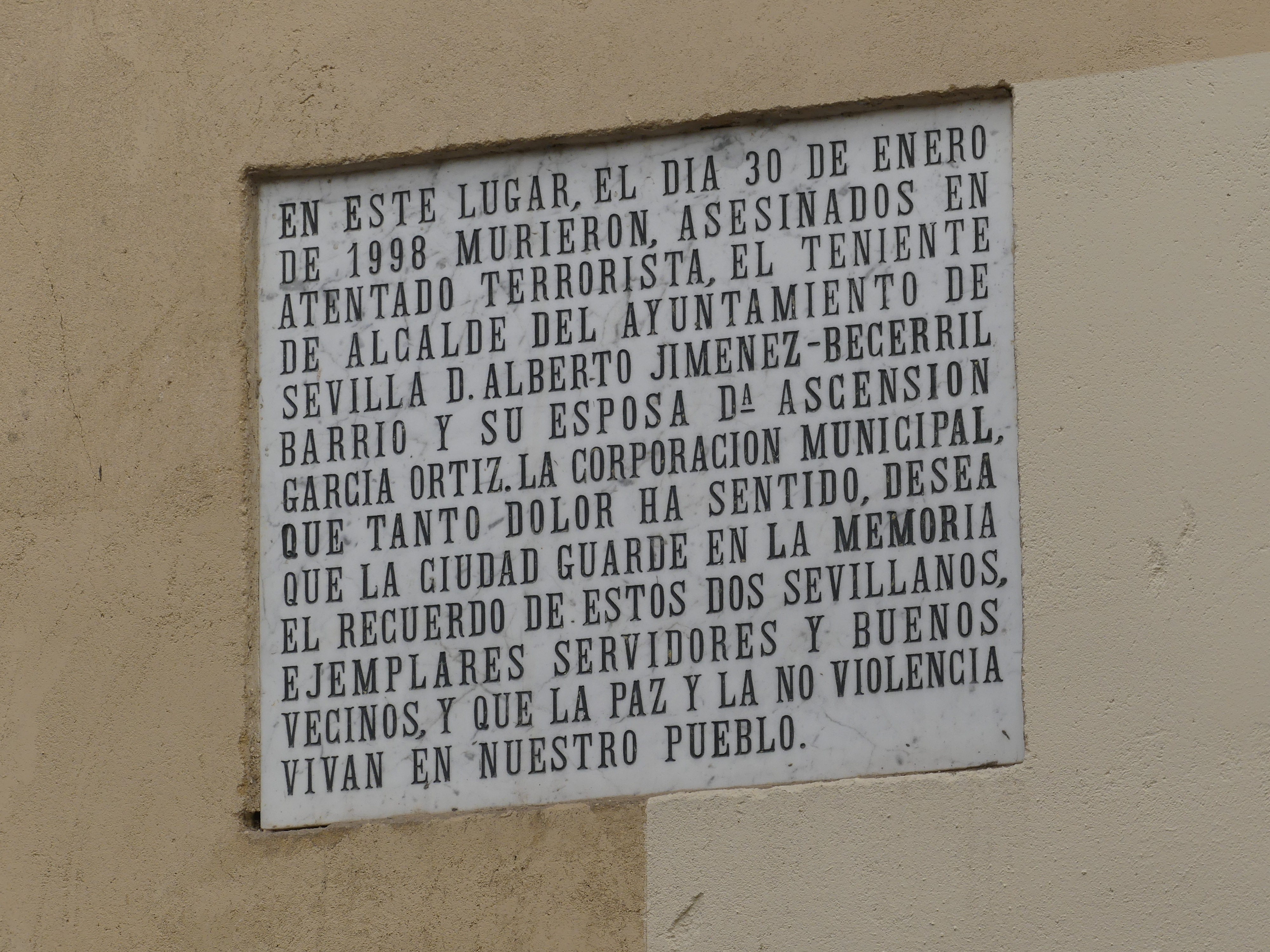
Inscripción que recuerda el doble asesinato donde ocurrió, en la calle Don Remondo de Sevilla.
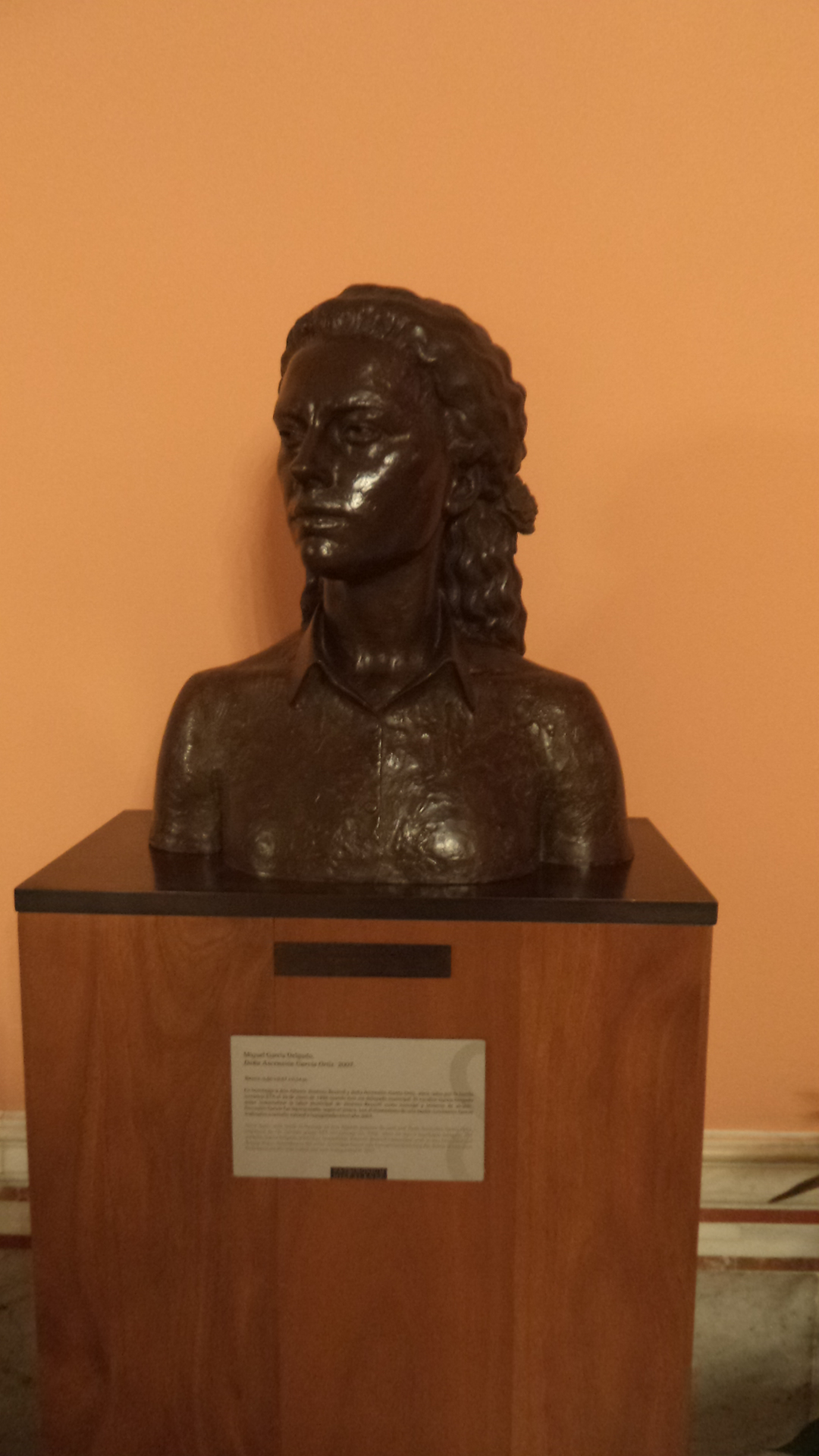
Busto de bronce de Ascensión, realizado por Miguel García Delgado en 2007, que se encuentra en la primera planta del ayuntamiento
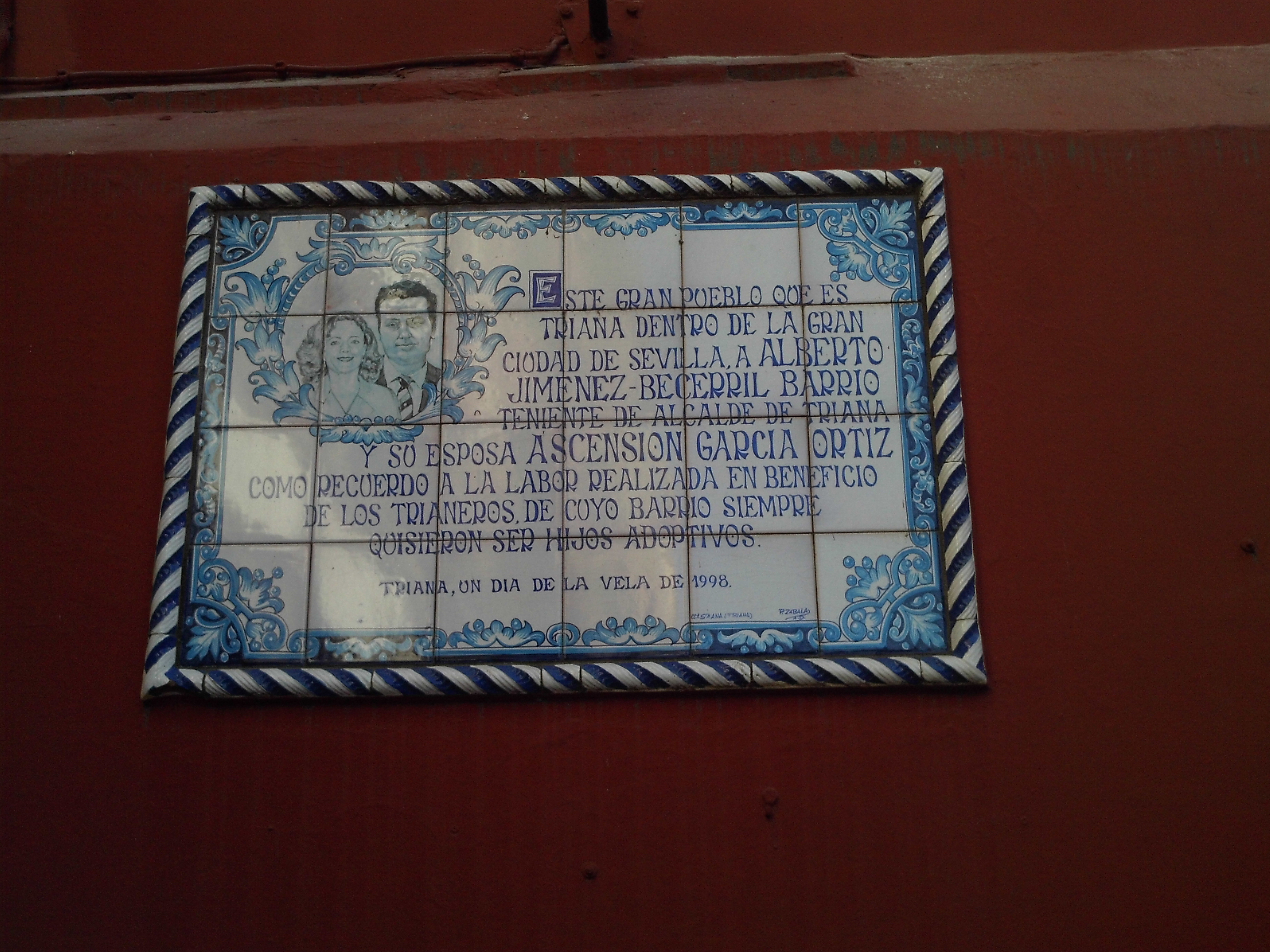
Azulejo dedicado a Alberto y Ascensión en la calle San Jacinto del barrio de Triana.
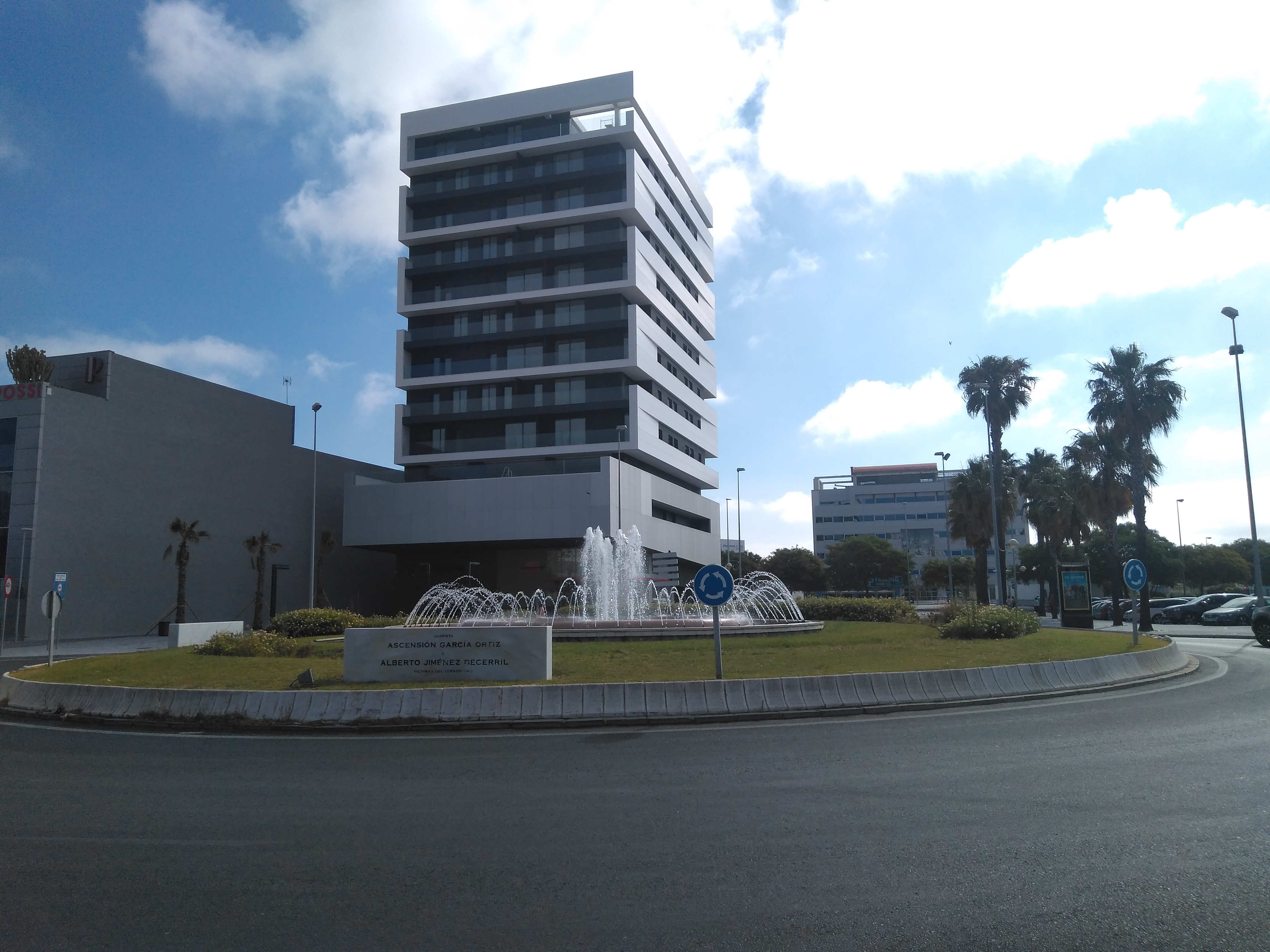
Glorieta dedicada a Alberto y Ascensión en Cádiz